# Сарніко
Сарніко (італ. Sarnico) — муніципалітет в Італії, у регіоні Ломбардія,  провінція Бергамо, знаходиться на узбережжі озера Ізео.
Сарніко розташоване на відстані близько 470 км на північний захід від Рима, 65 км на схід від Мілана, 22 км на схід від Бергамо.
Населення — 6629 осіб (2014).
Щорічний фестиваль відбувається 15 січня. Покровитель —  San Mauro.

## Демографія
Населення за роками:

Станом на 1 січня 2023 року в муніципалітеті офіційно проживали 834 іноземці з 54 країн, серед них 225 громадян країн Євросоюзу та 30 громадян України.

## Сусідні муніципалітети
- Адрара-Сан-Мартіно
- Ізео
- Паратіко
- Предоре
- В'яданіка
- Віллонго